# ヘルマン・アンブロジウス
ヘルマン・アンブロジウス（Hermann Ambrosius, 1897年7月25日 - 1983年10月25日）は、ドイツの作曲家。
ハンブルク出身。マクデブルク、ベルリン、ケムニッツ、ライプツィヒで音楽教育を受け、ベルリン音楽大学（現在のベルリン芸術大学）でハンス・プフィッツナーに師事。1925年から1942年までライプツィヒ放送局のエンジニアと音楽部門の責任者を務め、そのかたわら1926年からライプツィヒ音楽院で教職に就いた。
1933年にナチス政権が成立すると、アンブロジウスはナチスに入党し、1936年には帝国音楽院のライプツィヒ地区指導者となった。ナチス政権下では交響曲、協奏曲のほかカンタータ『ドイツの風景』などを作曲した。
第二次世界大戦後はフリーランスの音楽家として活動し、主にマンドリン音楽の分野で評価された。

## 主な作品

### 管弦楽
- 交響詩「ファウスト」
- チェロ協奏曲

### 室内楽
- 弦楽四重奏のための祝典音楽
- デュオ（フルートまたはヴァイオリンとアコーディオンのための）
- ソナタ（トロンボーンとピアノのための）
- ソナタヘ長調（ホルンとピアノのための）

### マンドリンオーケストラ
- 組曲第6番
- フィンランディア組曲
- シャコンヌイ短調
- セレナーデ
- 祝典舞曲